# Heteralex albescens
Heteralex albescens là một loài bướm đêm trong họ Geometridae.